# Édouard Viard
Édouard Viard, né le 4 octobre 1845 à Paris où il est mort le 3 mars 1917, est un ingénieur et explorateur français. Il fut chargé de mission pour le ministère de la Marine et des colonies françaises en Afrique de l'Ouest au XIXe siècle.

## Biographie

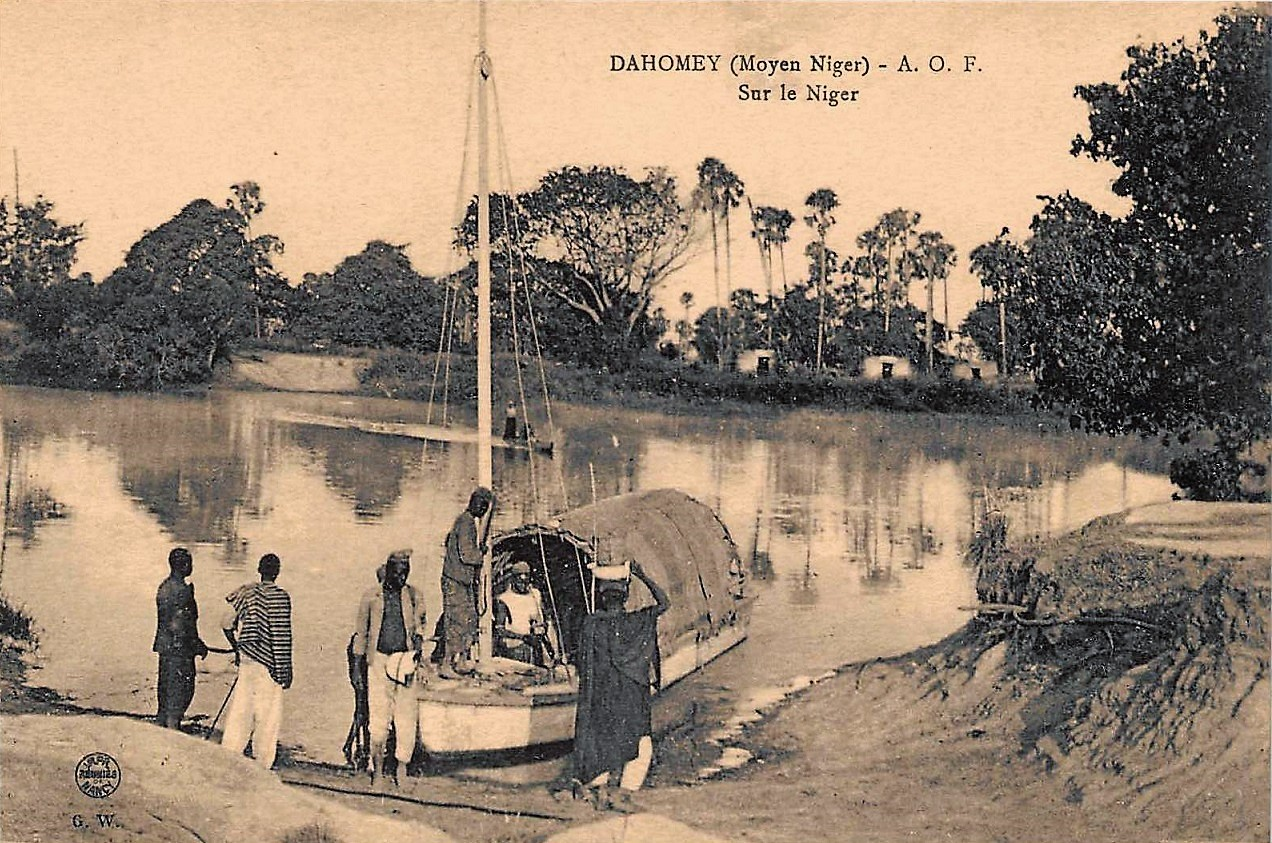
Dahomey (Moyen-Niger) - A. O. F - Sur le Niger

À partir de 1880, Édouard Viard mène des voyages d'explorations le long du fleuve Niger, il accompagne le comte Charles de Semellé pour disputer aux Anglais la conquête de la région,.
En 1881 et 1882, il voyage au royaume de Nupé, royaume dépendant de l'empire de Sokoto. Pendant quatre ans il contribue à établir le long du Niger une trentaine de centre commerciaux français. En 1883, il créa la compagnie des factoreries françaises du Soudan.  Il dirige une expédition sur la rivière Bénoué au Cameroun, principal affluent du fleuve Niger, puis en 1885 au lac Libanda au Congo avec le capitaine de Frégate Henry Estève (1838-1901), chevalier de la Légion d'honneur en 1871,.

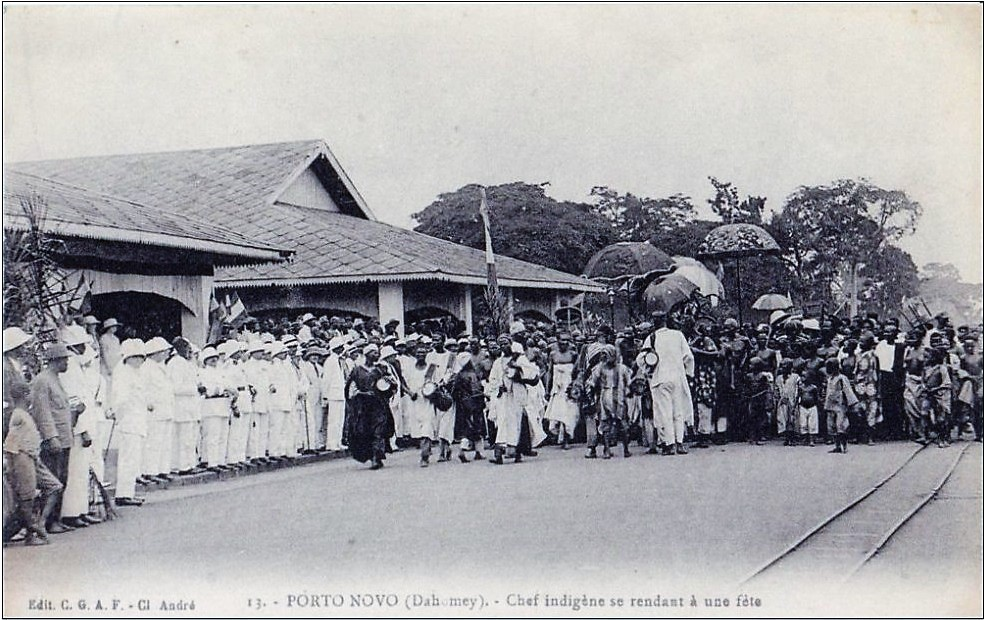
Porto Novo (Dahomey) vers 1900

En 1888, il est chargé par le sous-secrétaire d'État au ministère de la Marine et des colonies française d'une mission commerciale au Dahomey, au nord de Porto-Novo et du Moyen-Niger. Durant ce voyage il prend l'initiative de conclure un traité de protectorat français avec le peuple des Egbas d'Abeokuta au Nigeria, il fut critiqué par le gouverneur Victor Ballot qui craint des troubles avec les Anglais, ce traité fut annulé, après l'intervention du gouvernement britannique qui proposa en échange de régler la situation de l'Hinterland au Dahomey ainsi qu'une délimitation du pays en trois fractions, allemande, française et anglaise.

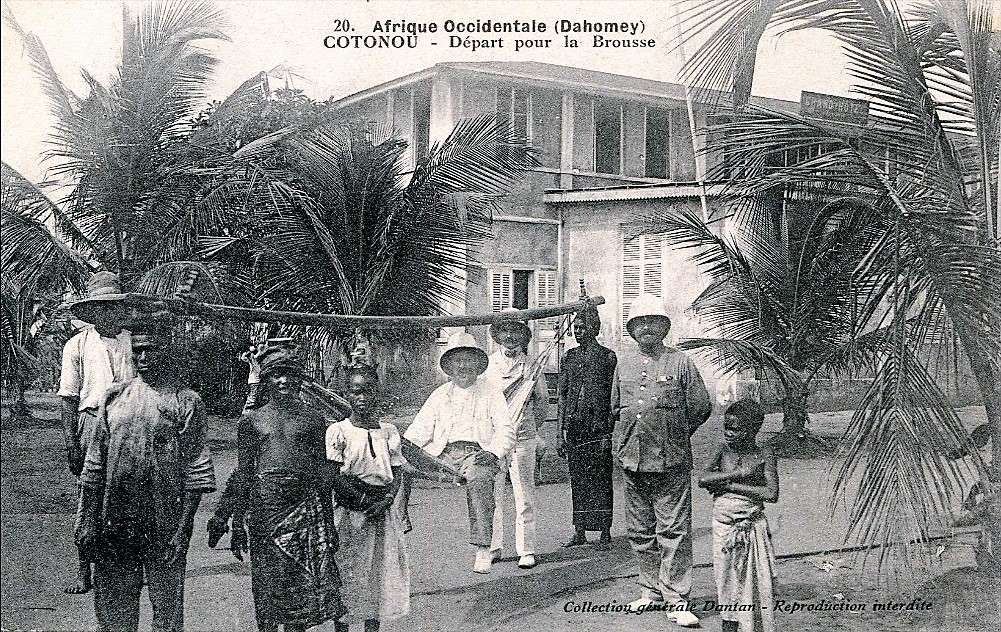
Cotonou vers 1890 - Départ pour la Brousse

En septembre 1891, après le décès de l'explorateur belge Adolphe Burdo, avec qui il était associé dans des études et recherches préparatoires depuis 1889, il obtient par le sous-secrétaire d'État aux colonies Eugène Étienne, la concession de la construction et de l'exploitation du wharf de Cotonou au Dahomey, il créa par la suite la Société française du wharf de Cotonou.
En 1894, il dirige une mission commerciale au Congo français puis entre 1895 et 1897 une mission dans les régions de Bambouk au Sénégal et Bourré en Guinée .
En 1901, il publie un ouvrage sur le potentiel aurifère du Soudan occidental dans les sables de la rivière Falémé.

## Décorations
- Chevalier de l'ordre nationale de la Légion d'honneur, le 14 mai 1899[22].

## Source
- Bibliothèque nationale de France - Catalogue collectif de France. Édouard, Viard.